# Notophthiracarus sororius
Notophthiracarus sororius är en kvalsterart som först beskrevs av Wojciech Niedbała 1982.  Notophthiracarus sororius ingår i släktet Notophthiracarus och familjen Phthiracaridae. Inga underarter finns listade i Catalogue of Life.